# Jambalaya (On the Bayou)
Pour les articles homonymes, voir Jambalaya (homonymie).
Singles de Hank Williams
Half as Much
(1952) Settin' the Woods on Fire / You Win Again
(1952)
Jambalaya (On the Bayou) est une chanson enregistrée pour la première fois en 1952 par le chanteur de musique country américain Hank Williams.
Elle est inspirée d'un air traditionnel de musique cadienne (ou musique cajun). Obtenant un franc succès dès sa sortie, elle a été reprise par un grand nombre d'artistes et adaptée dans plusieurs langues.

## Histoire de la chanson
La musique est basée sur celle d'une chanson intitulée Big Texas (elle-même inspirée d'un air traditionnel cadien) et créditée à Julius Lamperez (en) alias Papa Cairo que celui-ci avait enregistrée plusieurs fois : en 1948 avec Chuck Guillory and His Rhythm Boys, en deux versions, l'une en anglais et l'autre en français cadien sous le titre Gran' Texas, puis avec son propre groupe, Papa Cairo and His Boys, en 1949 et en 1951. 
L'air traditionnel que l'on retrouve dans cette chanson avait été enregistré en 1937 en français cadien sous le titre Alons Kooche Kooche par le groupe Louisiana Rounders, dont le chanteur n'était autre que Papa Cairo.
Les paroles de Jambalaya (On the Bayou) sont créditées à Hank Williams seul, mais elles auraient été coécrites avec Moon Mullican (en), lequel a par ailleurs enregistré sa version de la chanson peu de temps après.
Elles racontent l'histoire d'un homme qui s'en va rejoindre sa petite amie prénomée Yvonne à une fête donnée dans le bayou. Des plats de la cuisine cadienne y sont servis : Jambalaya, tourtes aux écrevisses (crawfish pie) et gombo sauce filé (filé gumbo).
Hank Williams enregistre la chanson le 13 juin 1952 à Nashville.
Le single sort aux États-Unis le 19 juillet 1952 et obtient aussitôt un grand succès. Il se classe en tête du Billboard Hot Country Singles pendant quatorze semaines non consécutives.
Puisque son label de musique l'avait crédité comme seul compositeur de Big Texas, Papa Cairo a alors accusé Hank Williams de lui avoir volé la chanson, en vain. Lassé par la situation, il décida de ne plus jamais enregistrer de disque.

## Reprises
Il existe beaucoup de reprises de Jambalaya (On the Bayou), avec parfois des variantes dans les paroles. Parmi les plus notables, celles de Jo Stafford en 1952, qui connaît un grand succès aux États-Unis (3e dans le Billboard Hot 100) et au Royaume-Uni (11e), de Fats Domino en 1961, de John Fogerty, sous le nom de The Blue Ridge Rangers, en 1973, des Carpenters en 1974 ont les honneurs des hit-parades dans plusieurs pays.
Johnny Horton reprend la chanson dans l'émission Louisiana Hayride, Brenda Lee l'enregistre comme premier single de sa carrière en 1956, Jerry Lee Lewis en 1958, Paul Anka la même année, Roy Orbison en 1970, Nitty Gritty Dirt Band en 1972, Eddy Mitchell en 2006.
Adaptée en plusieurs langues, on trouve différentes versions en français. La première adaptation, par Fernand Bonifay en 1952, simplement titrée Jambalaya, est interprétée successivement par Lucienne Delyle, Armand Mestral et Mireille Mathieu. En 1971, elle est enregistrée par la chanteuse québécoise Simone Aubé sous le titre Je m'en vais avec des paroles de Larry Robichaud. En 1976, Dick Rivers chante sa propre version de Jambalaya. En 1981, Hugues Aufray fait de même avec Jambalaya sur le bayou.
Une version brésilienne d'Alemão do Forró figure dans l'albumm  As 20 Mais en 2016.

## Distinction
La version de Hank Williams a reçu un Grammy Hall of Fame Award en 2002.

## Classements hebdomadaires
| Classement (1952)                | Meilleure position |
| -------------------------------- | ------------------ |
| États-Unis (Hot Country Singles) | 1                  |

| Classement (1952)              | Meilleure position |
| ------------------------------ | ------------------ |
| États-Unis (Billboard Hot 100) | 3                  |
| Royaume-Uni (UK Singles Chart) | 11                 |

| Classement (1961-1962)                  | Meilleure position |
| --------------------------------------- | ------------------ |
| Belgique (Flandre Ultratop 50 Singles)  | 3                  |
| Belgique (Wallonie Ultratop 50 Singles) | 12                 |
| États-Unis (Billboard Hot 100)          | 30                 |
| Pays-Bas (Single Top 100)               | 5                  |
| Royaume-Uni (UK Singles Chart)          | 41                 |

| Classement (1973)                       | Meilleure position |
| --------------------------------------- | ------------------ |
| Australie (Kent Music Report)           | 12                 |
| Belgique (Flandre Ultratop 50 Singles)  | 9                  |
| Belgique (Wallonie Ultratop 50 Singles) | 45                 |
| Canada (RPM 100 Singles)                | 5                  |
| États-Unis (Billboard Hot 100)          | 16                 |
| Pays-Bas (Nederlandse Top 40)           | 14                 |
| Pays-Bas (Single Top 100)               | 15                 |

| Classement (1974)                       | Meilleure position |
| --------------------------------------- | ------------------ |
| Allemagne (Media Control AG)            | 50                 |
| Australie (Kent Music Report)           | 95                 |
| Autriche (Ö3 Austria Top 40)            | 8                  |
| Belgique (Flandre Ultratop 50 Singles)  | 13                 |
| Belgique (Wallonie Ultratop 50 Singles) | 48                 |
| Irlande (IRMA)                          | 12                 |
| Pays-Bas (Nederlandse Top 40)           | 3                  |
| Pays-Bas (Single Top 100)               | 3                  |
| Royaume-Uni (UK Singles Chart)          | 12                 |